# 劍魚座η
劍魚座η，又名CP-66 493，HD 42525、SAO 249448、HR 2194，是劍魚座的一颗恒星，视星等为5.71，位于銀經275.8，銀緯-29.19，其B1900.0坐标为赤經6h 6m 2.3s，赤緯-66° -29.19′ 32″。